# یلنا گیراگوسیان
یلنا آشوتی گیراگوسیان (ارمنی: Ելենա Աշոտի Կիրակոսյան؛ زادهٔ ۷ ژوئن ۱۹۸۰) یک  سیاستمدار اهل ارمنستان است که از تاریخ ۲۰۲۱ تا تاریخ ۲۰۲۶ سمت نمایندگی دوره هشتم مجلس ملی جمهوری ارمنستان را برعهده داشت.

## زندگی‌نامه
در ۷ ژوئن ۱۹۸۰ ‏ در ایروان به دنیا آمد و از دانشکده جامعه‌شناسی دانشگاه دولتی ایروان فارغ‌التحصیل شد. 